# 红轿子
《红轿子》，當代情感劇，除了张娜拉首部主演的民初劇，還集了多名台灣資深演員。2013年3月杀青，同年9月28日首播。

## 播出時間
- 2013年9月28日 浙江湖州新闻综合频道

## 劇情概要
讲述民初，乔丽缇(张娜拉 飾) 與 青梅竹馬的革命員(霍政谚 飾)之愛情故事，亦包括乔丽缇尋找革命軍宝藏之經历....

## 演員
- 张娜拉 飾 乔丽缇
- 霍政谚 飾 车文轩 (乔丽缇的愛人)
- 寇世勋 飾 戈先生
- 谢祖武 飾 乔玉竹 (乔丽缇的父親)
- 叶全真 飾 鞠云仙 (乔丽缇的親母)
- 张琼姿 飾 李淑娟 (乔丽缇的大媽)
- 张明明 飾 古志鹏 (乔丽缇的同母异父的兄)
- 李胜达 飾 胡三贵
- 吴　磊 飾 车文轩(童年)